# Skotsk Lostilk
 Skotsk Lostilk  (Ligusticum scothicum) er en 20-60 cm høj flerårig urt i skærmplante-familien, der er hjemmehørende i Danmark. Dens naturlige udbredelse strækker sig over kysterne i det nordlige Europa og det nordøstlige Nordamerika. Den sydlige grænse for Skotsk Lostilks naturlige udbredelse går gennem Danmark . Arten findes udelukkende i Nordjylland, hvor den ofte optræder med flere end 1000 individer i både Thy og Hanherred . Skotsk Lostilk er ret almindelig i det øvrige Norden .

## Taxonomi
Skotsk Lostilk (Ligusticum scothicum) blev for første gang beskrevet af Carl von Linné i hans værk Species Plantarum fra 1753 . Linné benyttede oprindeligt artsepitetet scothicum. I Europa benyttes der i dag udelukkende den nyere stavemåde, scoticum. Flere i USA og Canada benytter dog fortsat scothicum .